# Horváth Mihály Gimnázium
A szentesi Horváth Mihály Gimnázium a dél-alföldi térség legrégibb középfokú oktatási intézménye. 1859-ben alapították, de a mai épületbe csak hosszú idő múlva jutottak el. 2007 és 2010 között az iskola egy nem egyenrangú társulás vezetője volt.

## Története
1714 óta működött Szentesen a református egyház által fenntartott elemi iskola mellett az úgynevezett „latin iskola”. Itt leginkább a debreceni nagykollégiumban teológiát végzett diákok töltöttek el két-három évet oktatóként, így gyűjtve pénzt későbbi egyetemi tanulmányaikra. Az iskola épülete a mai járásbíróság helyén állt.

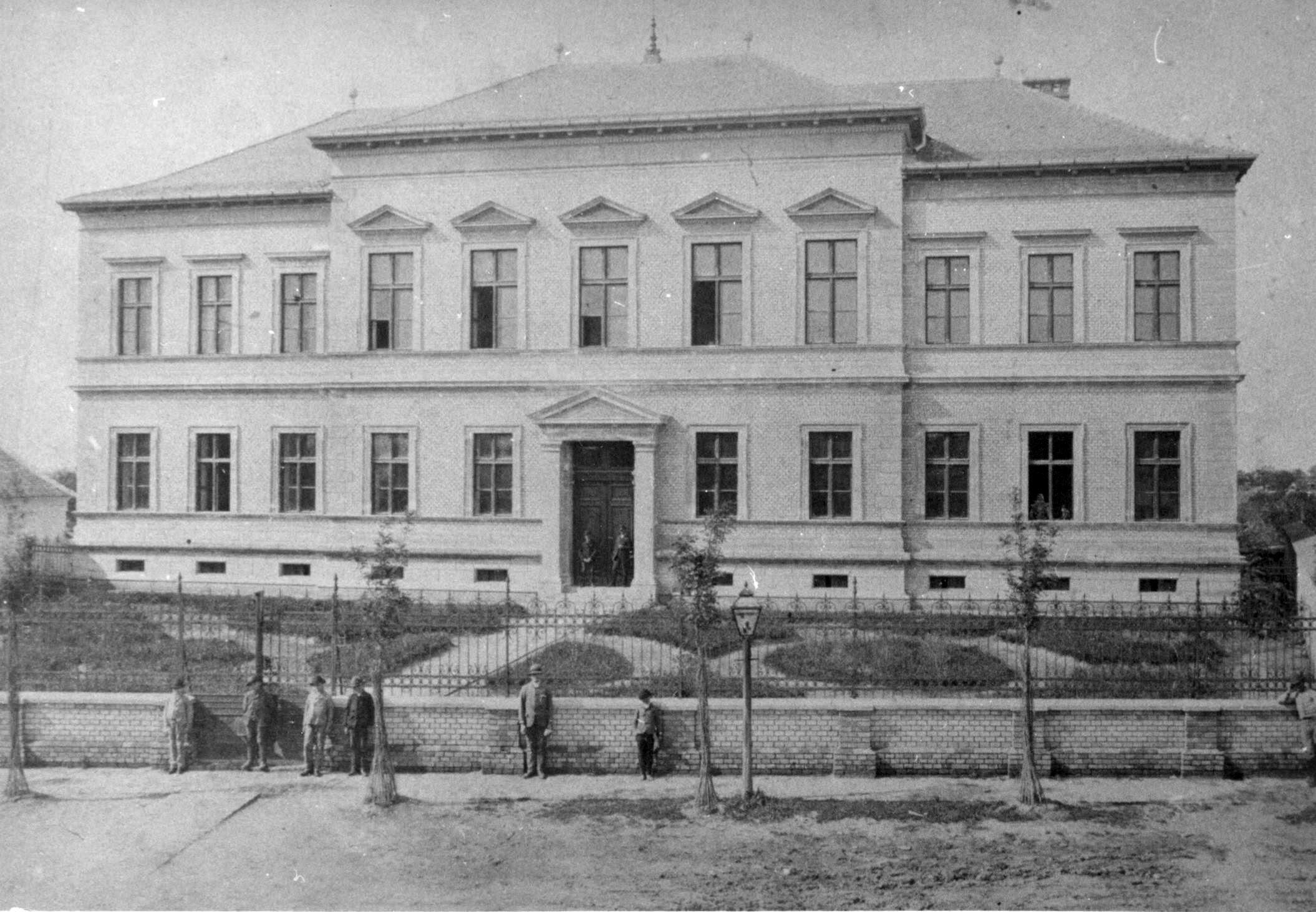
A gimnázium épülete 1888-ban

1747-ben a legidősebb városháza épületébe költözött az iskola, melynek léte azt bizonyítja, hogy a török elleni felszabadító harcok után hazatérő szentesi lakosságban nőtt az igény egy, az elemi iskolás szintnél magasabb műveltségre. 1859-ben a református egyháztanács elhatározta egy négyosztályos gimnáziumi oktatás elindítását. Az első osztály ebben az évben kezdte a munkát 21 tanulóval. A kiegyezést követő esztendőkben az egyház, a város és az állam többször is kísérletet tett az átszervezésére. Ezek során az iskolának évekig kettős jellege volt: a gimnázium és a polgári iskola, amelyek a mai ligeti múzeum épületében működtek. Végül a minisztérium jóváhagyta a nyolcosztályos, tiszta gimnáziummá fejlesztést. 1888 óta a mai épület téglaburkolatú részében zajlott az oktatás (tervező: Benkó Károly).
Az első világháború megtörte a gimnázium fejlődését. Habár 1918-ban elkészültek az épület új szárnyai és a szolgálati lakások, az anyagi gyarapodást azonban elhomályosították a háború veszteségei. Nyolc tanár és 92 diák vonult be a seregbe. A két világháború közötti időszak a csendes, nyugodt munka és a lassú gyarapodás időszaka volt. Az 1923–24-ben megkezdődött iskolareform következtében az intézet reálgimnázium lett, a tanulók száma mintegy 400 főt tett ki.

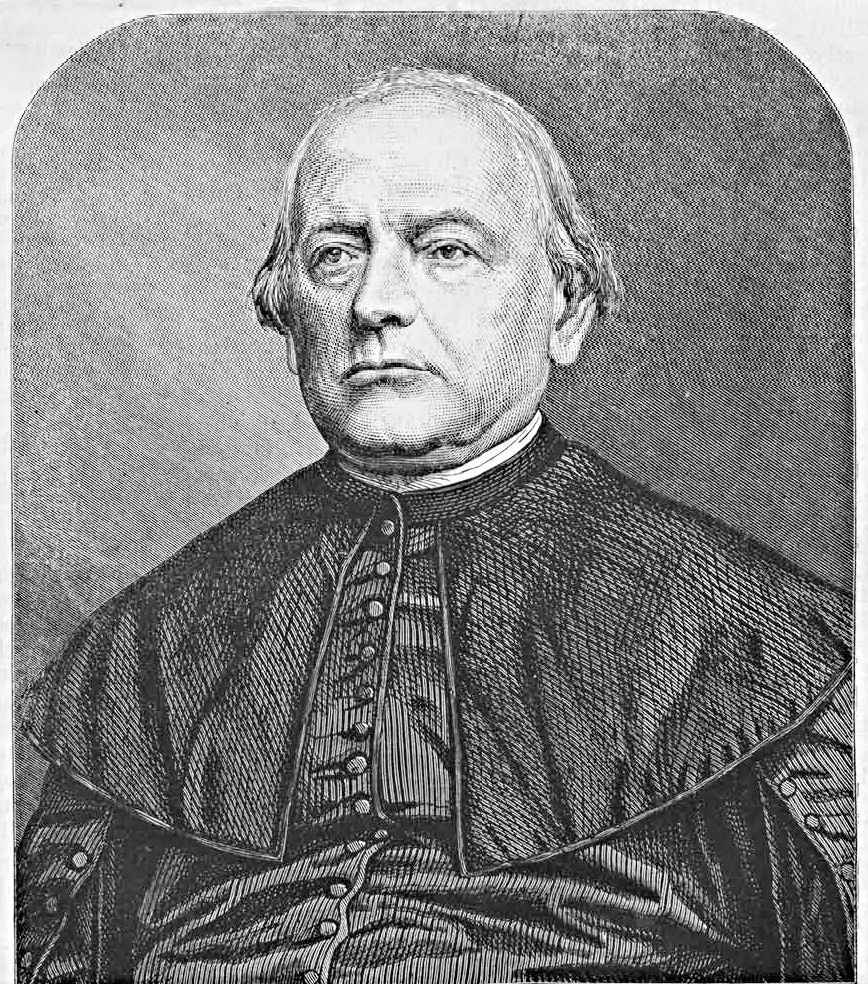
Horváth Mihály (1809–1878) politikus, miniszter, történész, püspök

Az 1922–23-as tanévtől kezdve a gimnázium Horváth Mihály nevét viseli.
1935 óta zajlik rendszeres filmoktatás: már a harmincas években évente 80–100 filmet vetítettek le, szemléltetés céljából. Az iskolában működő ifjúsági szervezetek közül az 1924-ben alakult cserkészcsapat érdemel elsősorban említést.
A háborús készülődés és a második világháború évei mély nyomokat hagytak a gimnázium életében. A nevelés fanatikusan nacionalista és militarista szelleművé vált, ekkor indult a leventemozgalom. 1944 tavaszán egy német katonai kórház költözött a gimnázium épületébe. A zsidó diákok megalázó megkülönböztetéséről szóló utasításokat a gimnázium igazgatója és tanárai – amennyire a hatáskörük engedte – figyelmen kívül hagyták. Az iskolai tanítás 1944. április 1-jén befejeződött.
Az 1945–46-os tanévben az élet lassan visszaállt a rendes kerékvágásba. Hazatért a hadifoglyok egy része és az elköltözöttek, illetve újjászerveződött a tanári kar. Tekintettel arra, hogy a gimnázium második évfolyama is megszűnt, megalakult a dolgozók gimnáziuma, illetve az épület hajlékot adott a kereskedelmi középiskolának is. 1957-ben az iskola az oktatási minisztériummal együttműködve megindította az 5+1-es rendszerű oktatást, melynek keretében a tanulók műhelygyakorlaton vettek részt.
Az első nyelvi tagozat az 1963–64-es tanévben indult meg, 1966-ban pedig a szakosított kémia–fizika tagozat kezdte meg a működését. Mátyás Sándor és László Béláné vezetésével 1966-tól valamennyi évfolyamon működött egy-egy tagozatos angol nyelvi csoport, azonban az orosz nyelv dominanciája miatt az angol nyelvi oktatás a többi csoportban csak heti két-három órában folyt, második idegen nyelvként. Később, 1989-ben angol tagozat indult. 1969-ben a gimnázium megindította a speciális francia szakosított csoportot. 1976-ban elkészült a hangstúdió és a filmvetítő terem.
Az 1978–79-es tanévben Várkonyi Zoltán elképzelései alapján a Színház és Filmművészeti Főiskolán tartott egyhetes tanári előkészítő képzés után kezdte meg a működését az iskolában az irodalmi–drámai tagozat, amely öt év múlva új orientációs rendszert kapott: fél-fél éves gyakorlat a diákszínpadi, bábos, filmes és kamarakórus csoporton belül. 1989. március 15-én átadták az új könyvtárépületet.
2007-ben az iskolát közös igazgatás alatt összevonták a Boros Sámuel Szakközépiskolával. A két intézmény nem egyenrangú társulásából létrejött a Horváth Mihály Gimnázium és Szakképző Iskola mint főintézmény, a szakközépiskola pedig tagintézményeként működött. 2010-ben a tanévet újra önálló intézményként kezdte. Ugyanebben az évben átadták a gimnázium új szárnyát, melyben egy médiaterem és egy táncterem található, illetve egy színpadként funkcionáló udvar lelátóval. Még az átadás után döntöttek arról, hogy az udvart Bácskai Mihály után a Bácskai-udvarnak nevezik el.

## Tagozatok
A Horváth Mihály Gimnázium jelenkori képzései:                       (tagozatok)
- Biológia-kémia
- Irodalmi-drámai-média
- Hatévfolyamos
- Humán
- Matematika-fizika
- Angol nyelvi
- Sporttagozat

## Az iskola igazgatói

### Horváth Mihály Gimnázium (1859–2007)
- Zolnay Károly 1859–1899 (megszakításokkal)
- Csukás Benjamin 1864–1867
- Belák János 1867–1868
- Dósa Elek 1871–1872
- Reinholz Károly 1872–1873
- Balázsovits Norbert 1899–1911
- Dr. Szőke József 1911–1925
- Járay (Jaeger) Imre 1925–1942
- Szöllősy Géza 1942–1961
- Terney Béla 1961–1966
- Gidófalvy György 1966–1974
- Bácskai Mihály 1974–1990
- László Béláné 1990–2000
- Dr. Bácskainé Fazekas Márta 2000–2007

### Horváth Mihály Gimnázium és Szakképző Iskola (2007–2010)
- Inokai-Tóth László 2007–2008
- Magyar Lászlóné 2008
- H. Szabó Réka 2008–2012

### Horváth Mihály Gimnázium (2010–)
- Tóth Tamás József 2012–2022
- Sipos Kitti Lídia 2022-

## Jeles pedagógusai

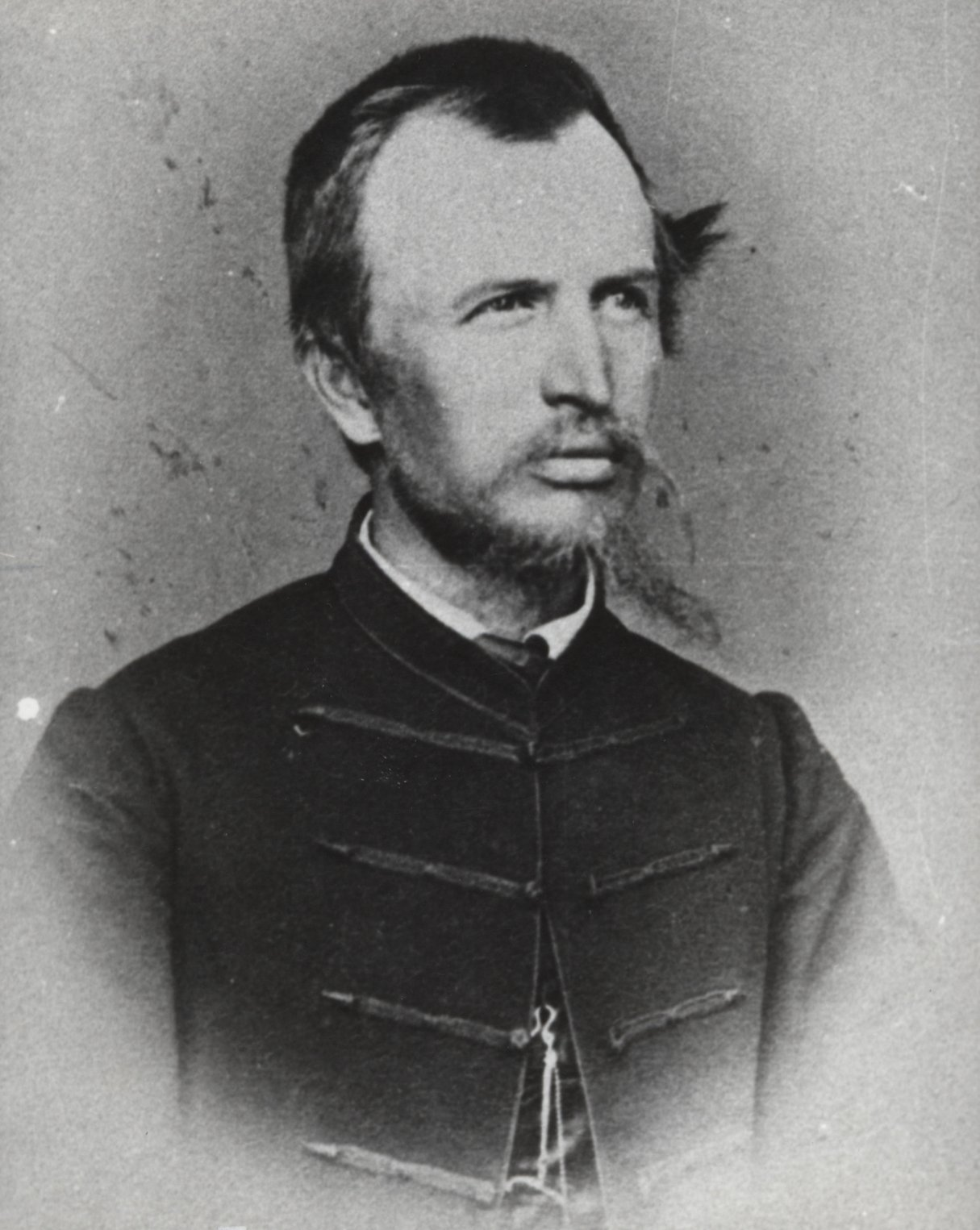
Csukás Benjamin (1833–1879)
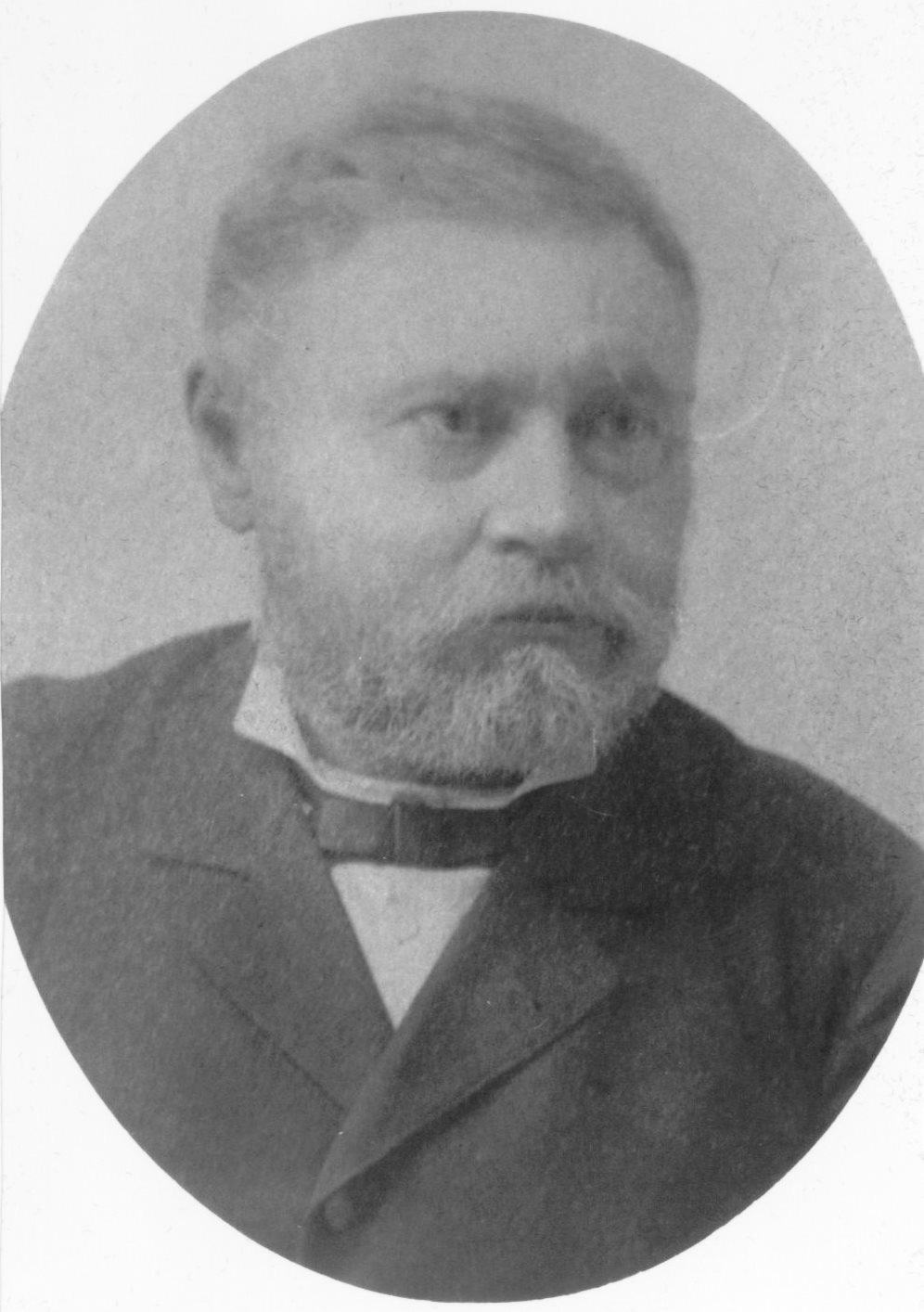
Zolnay Károly (1833–1925)
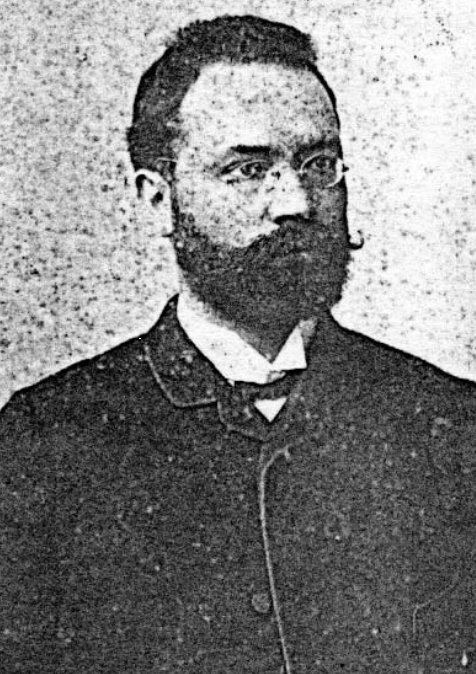
Derzsi Kovács Ferenc (1857–1941)
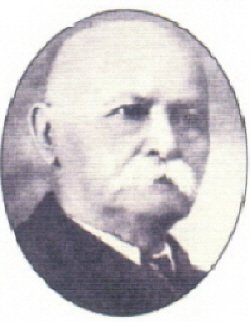
Kardos Albert (1861–1945)
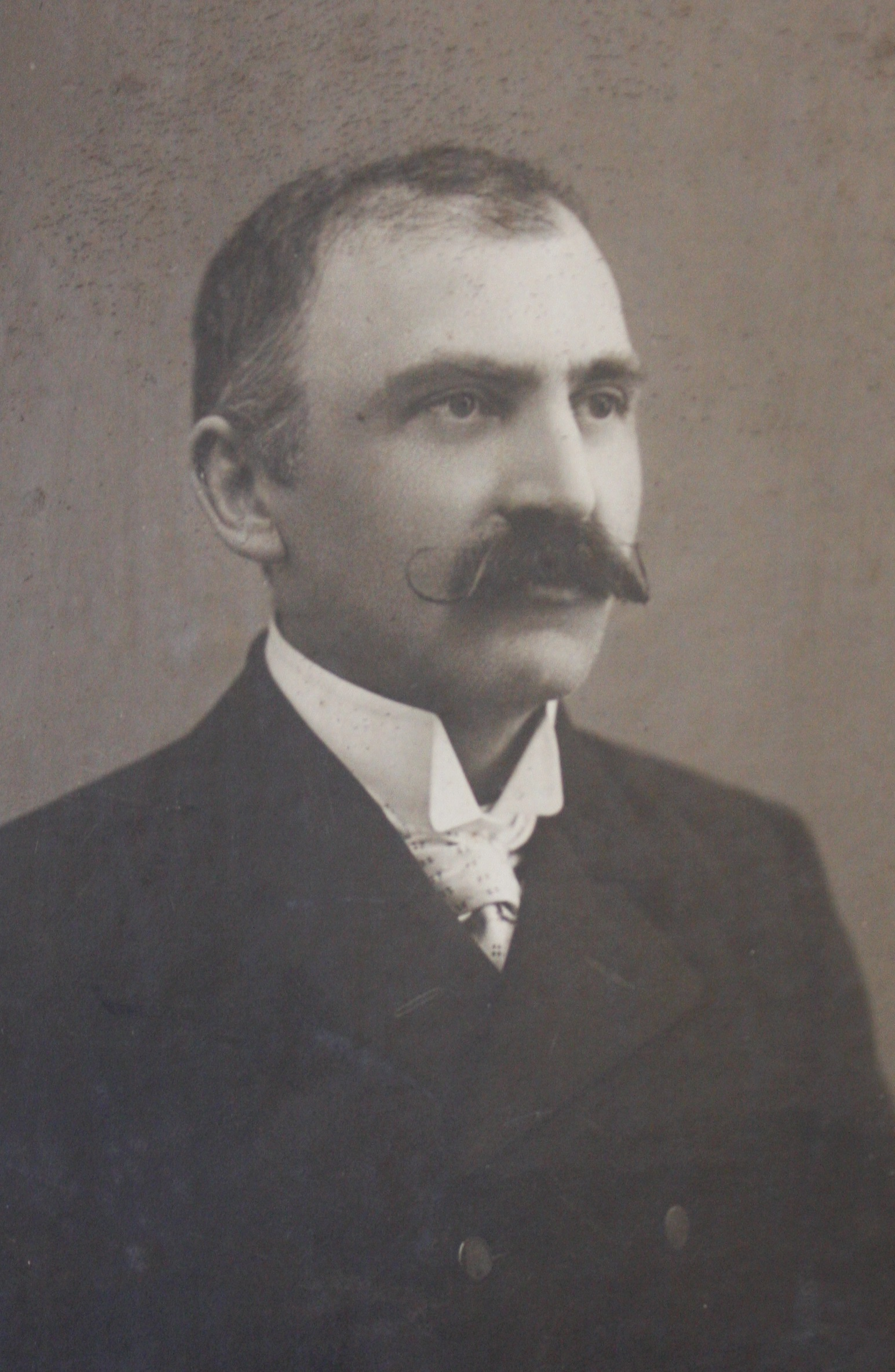
Molecz Béla (1874–1945)
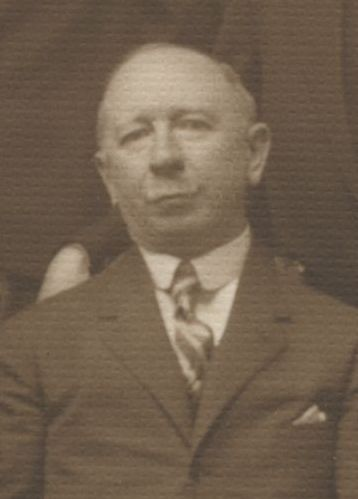
Járay Imre (1883–1962)
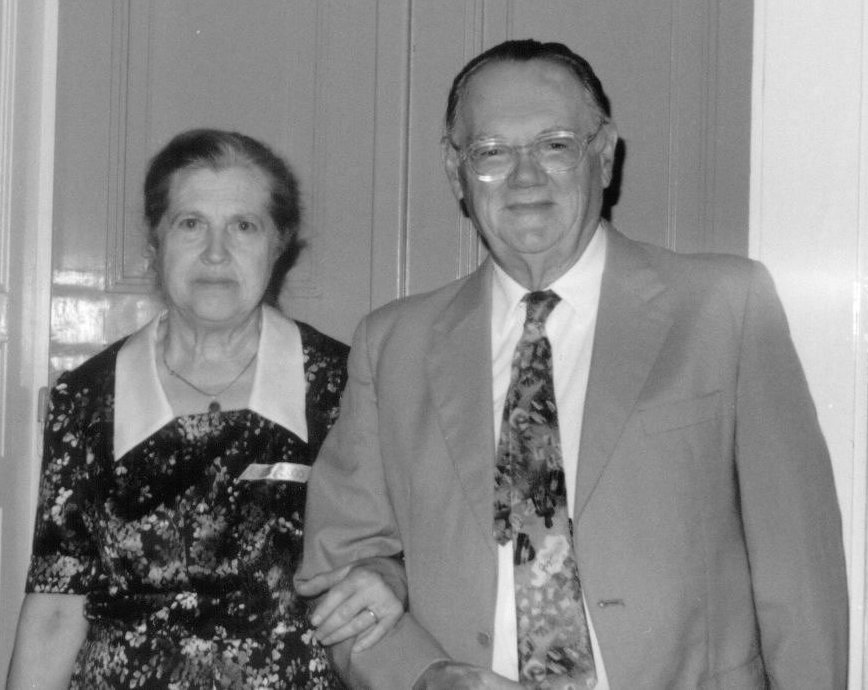
Bácskai Mihály (1929–2011) feleségével

## Híres diákjai

### Előadóművészek, médiaszereplők
- Alföldi Róbert (1967–) színész, rendező, igazgató
- Badár Sándor (1964–) színész, humorista
- Barát Attila (1970–) színész
- Bíró Panna Dominika (1995–) színésznő
- Bognár Gyöngyvér (1972–) Jászai Mari-díjas színésznő
- Borbás Erika (1974–) színésznő
- Börcsök Enikő (1968–2021) Jászai Mari-díjas színésznő
- Cserna-Szabó András (1974–) József Attila-díjas író
- Dér Gabriella (1975–) színésznő
- Dombóvári Vanda (1974–) műsorvezető
- Fehér Juli (1964–) színésznő
- Fesztbaum Béla (1975–) Jászai Mari-díjas színész
- Gáspár Sándor (1956–) Kossuth-díjas színész
- Gáspár Tibor (1957–) Jászai Mari-díjas színész
- Gazdag Tibor (1964–) színész
- Hajduk Károly (1979–) Jászai Mari-díjas színész
- Hakumba zenekar több tagja
- Hankó Attila (1961–2000) színész
- Hegedűs Csaba színész
- Hevesi Tamás (1964–) énekes, labdarúgóedző
- Horváth Gábor (1967–) színész
- Kasza Tibor (1978–) énekes, zeneszerző
- Kárász Zénó (1969–) színész
- Kenéz Marianna (1968–) színművésznő
- Kerekes Viktória (1970–) színésznő
- Komáromi György (1975–) színházi menedzser, főiskolai tanár
- Kovács Lehel (1982–) színész
- Kovács Olga (1980–) színésznő
- Krisztik Csaba (1983–) színész
- Lajtai Kati (1978–) énekesnő
- Lazók Mátyás (1983–) színész
- Lénárt László (1970–) színész
- Major Erik (1996–) színész
- Mari Dorottya (1999–) színésznő
- Magyar Éva (1976–) színésznő
- Mészáros Sára (1977–) színésznő
- Mészáros Martin (1994–) színész
- Mészáros István (1966–) színész, író
- Miczura Mónika (Mitsou) énekesnő
- Náray Erika (1967–) színésznő, énekesnő, bemondó
- Novodomszky Éva (1974–) műsorvezető
- Nyáry Krisztián (1972–) író, irodalomtörténész
- Nyírő Beáta (1966–) színésznő, rendező
- Petrik Andrea (1985–) színésznő
- Piti Emőke (1988–) színésznő
- Pribelszki Norbert (1996–) színész, modell
- Sarkadi Kiss János (1974-) színész
- Simon (Szetti) Kornél (1976–) színész
- Szávai Viktória (1976–) Jászai Mari-díjas színésznő
- Szekeres Adrien (1973–) énekesnő, dalszerző
- Szőke András (1962–) filmrendező, forgatókönyvíró, színész, humorista
- Ternyák Zoltán (1963–2003) színész
- Tóth Levente (1972–) színész
- Ujréti László (1942–) színművész, szinkronszínész
- Varga Edit (1975–) műsorvezető
- Varga Gabriella (1977–) színésznő
- Vass György (1975–) színész
- Zelei Gábor (1966–) színész
- Zsédenyi Adrienn (Zséda) (1974–) énekesnő
- Zsíros Linda (1989–) színésznő, rendező, koreográfus

### Jeles egykori diákok
- Angyal Dávid (1857–1943) történetíró
- Balázs Árpád (1937–) Erkel-díjas zeneszerző, Érdemes művész
- Barta János (1901–1988) irodalomtörténész, egyetemi tanár
- Bíró Ferenc (1937–2024) irodalomtörténész
- Bonczos Miklós (1897–1971) belügyminiszter, országgyűlési képviselő, főispán.
- Bónus Tibor (1972–) irodalomtörténész
- Böszörményi Jenő (1882–1955) református lelkész, egyházi író, novellista
- Brusznyai Árpád (1924–1958) középiskolai tanár, az 1956-os forradalom kivégzett mártírja
- Bugyi István (1898–1981) Kossuth-díjas sebész főorvos, címzetes egyetemi tanár, kórházigazgató
- Buzás Péter (1952–) Makó város polgármestere
- Cicatricis Lajos (1862–1953) főispán, felsőházi tag
- Czilczer Olga (1940–) zenepedagógus, költő, író
- Farkas Antal (1875–1940) újságíró, író, költő
- Gilicze Antal (1885–1944) református lelkész
- Jakó Géza (1886–1943) keramikus iparművész, szaktanár
- Károlyi Mór (1865–1941) fogorvos (Károlyi-effektus)
- Kiss Ottó (1928–2017) sportvezető
- Négyesy László (1861–1933) irodalomtörténész, esztéta, stiliszta, az MTA tagja
- Orosz Pál (1934–2014) olimpiai bronzérmes labdarúgó, edző, sportvezető
- Papp László (1905–1989) Európa-bajnok, olimpiai ezüstérmes birkózó
- Pataki Márta (1943–2017) magyar–történelem szakos középiskolai tanár, könyvtáros, wikipédista
- Purjesz Zsigmond (1846–1918) belgyógyász, egyetemi professzor
- Szécsényi József (1932–2017) Európa-bajnoki bronzérmes diszkoszvető
- Újfalusi Németh Jenő (1941–2024) irodalomtörténész, nyelvész, műfordító
- Várady Lipót Árpád (1862–1923) római katolikus püspök, kalocsai érsek
- Zsoldos Péter (1930–1997) író